# Joker Bianchi/2009
Deze pagina geeft een overzicht van de Joker Bianchi-wielerploeg in 2009.

## Algemeen
Algemeen manager: Birger Hungerholdt
Ploegleiders: Anders Linnestad, Gino van Oudehove
Fietsmerk: Bianchi

## Renners
| Naam                      | Geboortedatum | Nationaliteit | Ploeg 2008            |
| ------------------------- | ------------- | ------------- | --------------------- |
| Magnus Espeland           | 01-08-1983    | Noorwegen     | Neoprof               |
| Ole Haavardsholm          | 18-07-1989    | Noorwegen     |                       |
| Alexander Kristoff        | 05-06-1987    | Noorwegen     |                       |
| Vegard Stake Laengen      | 07-02-1989    | Noorwegen     | Neoprof               |
| Lars Petter Nordhaug      | 14-05-1984    | Noorwegen     |                       |
| Stian Remme               | 04-06-1982    | Noorwegen     | Team Sparebanken Vest |
| Sondre Gjerdevik Sørtveit | 15-08-1988    | Noorwegen     | Team Sparebanken Vest |
| Ingar Stokstad            | 16-12-1989    | Noorwegen     |                       |
| Svein Erik Vold           | 31-10-1985    | Noorwegen     |                       |
| Frederik Wilmann          | 17-07-1985    | Noorwegen     |                       |

## Belangrijke overwinningen
| Poreč Trophy Ole Haavardsholm Ronde van Normandië 5e etappe: Lars Petter Nordhaug | Ringerike GP 3e etappe: Alexander Kristoff 4e etappe: Sondre Gjerdevik Sørtveit 5e etappe: Stian Remme Ronde van de Elzas 1e etappe: Frederik Wilmann | Mi-Août en Bretagne eindklassement: Frederik Wilmann Ronde van Ierland 3e etappe: Lars Petter Nordhaug |